# Plaza de las Tres Cruces

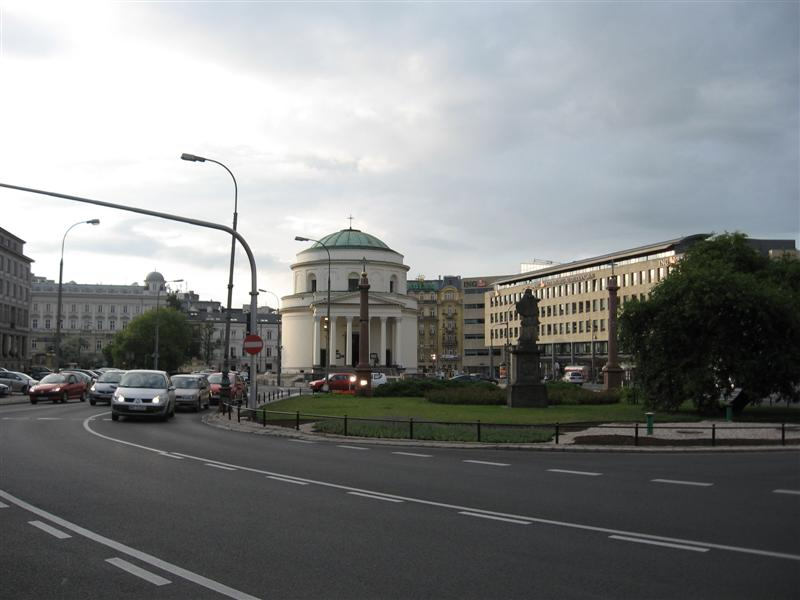
La plaza de las Tres Cruces con la Iglesia de San Alejandro en el centro.

La plaza de las Tres Cruces (plac Trzech Krzyży) es una plaza céntrica de la ciudad de Varsovia. Forma parte de la denominada "Ruta Real" de la capital polaca.
Está entre las calle Nowy Świat y la avenida Aleje Ujazdowskie. Es una plaza de forma ligeramente elíptica, alargada en sentido norte-sur. En su isla interior se encuentran la Iglesia de San Alejandro y el monumento a San Juan Nepomuceno. Anteriormente la plaza era conocida como plaza de San Alejandro. Su nombre actual se debe a las tres cruces que hay en ella: la que corona la iglesia y las que están sobre las columnas de mármol rojo situadas enfrente de la iglesia.
Las calles que convergen en esta plaza son (comenzando en el norte y enumeradas en sentido de las manecillas del reloj): Nowy Świat, Książęca, Wiejska, Aleje Ujazdowskie, Mokotowska, Hoża, Żurawia y Bracka.
En los alrededores de la plaza se concentran varias prestigiosas cadenas internacionales de ropa. Los edificios significativos alrededor de la plaza son:
- Instytut Głuchoniemych i Ociemniałych (Instituto de Discapacidad Auditiva y de Cambios), un palacete construido en 1827 para albergar la fundación para personas sordas creada por el sacerdote Jakub Falkows.
- Kamienica Pod Gryfami (edificio Pod Gryfami), un edificio neoclásico de los años 1884-86 realizado por el arquitecto Józef Huss.
- Ministerstwo Gospodarki (Ministerio de Economía).
- Kamienica Lucińskiego (edificio Lucińskiego), cuya primera construcción data de finales del siglo XVIII y fue realizada por el arquitecto Dominik Merlini. Actualmente alberga una serie de oficinas de lujo.